# Custo variável
- Custo variável é a soma dos fatores variáveis de produção. Custos que mudam de acordo com a produção ou a quantidade de trabalho, exemplos incluem o custo de materiais primas e secundárias.

São exemplos de custos variáveis: Matéria prima, insumos diretos , embalagens, impostos diretos de venda ( ICMS / SIMPLES / ISS / PIS / COFINS / IPI / IRPJ / CONTRIBUIÇÃO SOCIAL ), fornecedores , mão de obra industrial, mão de obra terceirizada.